# Daniel Brodin
Daniel Brodin (* 9. Februar 1990 in Stockholm) ist ein schwedischer Eishockeyspieler, der seit der Saison 2022/23 bei Djurgårdens IF in der HockeyAllsvenskan unter Vertrag steht.

## Karriere
Daniel Brodin begann seine Karriere als Eishockeyspieler in der Nachwuchsabteilung von Almtuna IS, in der er bis 2007 aktiv war. Anschließend wechselte der Flügelspieler zu den U18-Junioren des Djurgårdens IF, mit denen er in der Saison 2007/08 die U18-Allsvenskan gewann. In der Saison 2008/09 gab der Flügelspieler sein Debüt für die Profimannschaft von Djurgårdens in der Elitserien. Dabei blieb er bei seinem einzigen Einsatz punkt- und straflos. In der Saison 2009/10 konnte er sich einen Stammplatz in der Profimannschaft erkämpfen und trug zur Vizemeisterschaft seines Teams mit fünf Scorerpunkten, davon zwei Tore, in insgesamt 46 Spielen bei. Anschließend wurde der schwedische Junioren-Nationalspieler im NHL Entry Draft 2010 in der fünften Runde als insgesamt 146. Spieler von den Toronto Maple Leafs ausgewählt.
Im Mai 2012 wechselte Brodin zu Ässät Pori in die finnische SM-liiga und gewann mit der Mannschaft in der Saison 2012/13 die Meisterschaft. Zwischen 2013 und 2015 stand der Schwede für Brynäs IF in der Svenska Hockeyligan auf dem Eis, bevor er zur Saison 2015/16 zu seinem Jugendklub Djurgårdens IF zurückkehrte. Bei Djurgårdens spielte er für die nächsten vier Spielzeiten, ehe er zur Saison 2019/20 zu Fribourg-Gottéron in die Schweizer National League wechselte.
Zur Saison 2022/23 kehrte der Schwede zu Djurgårdens IF zurück.

### International
Für Schweden nahm Brodin an der U20-Junioren-Weltmeisterschaft 2010 teil.

## Erfolge und Auszeichnungen
- 2008 Meister U18-Junioren-Allsvenskan mit Djurgårdens IF
- 2010 Bronzemedaille bei der U20-Junioren-Weltmeisterschaft
- 2010 Schwedischer Vizemeister mit Djurgårdens IF
- 2013 Finnischer Meister mit Ässät Pori

## Karrierestatistik
(Legende zur Spielerstatistik: Sp oder GP = absolvierte Spiele; T oder G = erzielte Tore; V oder A = erzielte Assists; Pkt oder Pts = erzielte Scorerpunkte; SM oder PIM = erhaltene Strafminuten; +/− = Plus/Minus-Bilanz; PP = erzielte Überzahltore; SH = erzielte Unterzahltore; GW = erzielte Siegtore; 1 Play-downs/Relegation; Kursiv: Statistik nicht vollständig)